# К'ініч-К'ан-Хой-Читам II
К'ініч-К'ан-Хой-Читам II (K'INICH K'AN-na-JOY CHITAM-ma, 5 листопада 644 —721) — ахав Баакуля у 702—721 роках. Ім'я перекладається як «Дорогоцінний/Жовтий Зв'язаний Пекарі».

## Життєпис

### Молоді роки
Походив з династії Токтан-Лакамхи. Син ахава К'ініч-Ханааб-Пакаля I та Іш-Ц'акб'у-Ахав. Народився 9.10.11.17.0, 11 Ахав 8 Мак (5 листопада 644 року). При народженні отримав ім'я Хуш-Ак'іін-Мат.
У день 9.10.18.17.19, 2 Кавак 12 Кех (19 жовтня 651 року) царевич перед зображеннями богів зробив своє перше кровопускання і вперше отримав тютюн. Вважається, що мова йде про обряд ініціації. В день 9.11.13.0.0, 12 Ахав 3 Ч'ен (7 серпня 665 року) з нагоди закінчення 30-річчя Хуш-Ак'іін-Мат «взяв змію-мотузку» (скоїв якийсь невідомий ритуал) і приніс дари богам Тріади. Після воцаріння його старшого брата К'ініч-Кан-Б'алама II отримав титул б'аах ч'ок, тобто був офіційно оголошений спадкоємцем трону.

### Володарювання
Після смерті К'ініч-Кан-Балама II у 702 році успадкував владу. В день 9.13.10.6.8, 5 Ламат 6 Шуль (3 червня 702 року) відбулася церемонія інтронізації, під час якої Хуш-Ак'іін-Мат прийняв ім'я К'ініч-К'ан-Хой-Читам II.
Із самого початку правління стикнувся із зазіханнями К'ініч-Йо'наль-Ака II, царя Йокіб-К'іна, яке підкорило царство Пакбуль, колишнього васала Баакуля. Втім головним суперником залишалося царство Попо'. В день 9.13.19.13.3, 13 Ак'баль 16 Яш (30 серпня 711 року) військо К'ініч-К'ан-Хой-Читам II зазнав поразки і потрапив у полон до військ Попо'. Він до 714 року залишався у полоні, а в цей час державою керували намісники.
В день 9.14.2.11.9, 6 Мулук 7 Моль (11 липня 714 року) К'ініч-К'ан-Хой-Читам II визнав зверхність йокібського володаря К'ініч-Йо'наль-Ака II, після чого повернувся до рідного царства. В день 9.14.7.0.15, 6 Мен 13 К'анк'ін (13 листопада 718 року) К'ініч-К'ан-Хой-Читам II затвердив на посаді чергового «К'ан-Токского» правителя Ханааб'-Ахава, про який сказано, що він був онуком К'ініч-Ханааб'-Пакаля I, тобто небожем К'ініч-К'ан-Хой-Читама II.
У день 9.14.8.14.15, 9 Мен 3 Яш (14 серпня 720 року) завершив будівництво або оновлення «Корпусу A-D» Палацу. Дата смерті К'ініч-К'ан-Хой-Читама II невідома. Виходячи з дати коронації наступника, вчені припускають, що цей ахав помер в 721 році.